# Alessandro Sersanti
Alessandro Sersanti (Grosseto, 16 febbraio 2002) è un calciatore italiano, centrocampista della Juventus Next Gen.

## Carriera
Cresciuto nei settori giovanili di Siena e Fiorentina, nel 2019 passa in prestito al Grosseto, squadra della propria città natale, dove debutta il 18 agosto nella partita di Coppa Italia Serie D contro la Sangiovannese. Nel 2020 conquista con i biancorossi una promozione in Serie C e raggiunge i play-off di terza serie l'anno successivo, arrivando fino al secondo turno di girone.
Il 30 luglio 2021 viene acquistato dalla Juventus Next Gen, compagine nella quale ottiene molto presto la fascia di capitano. Talvolta, in occasione di alcune gare di UEFA Champions League e di Serie A, riceve la convocazione da parte dell'allora tecnico della Juventus Massimiliano Allegri, senza però mai scendere in campo.
L'11 agosto 2023 viene ceduto in prestito al Lecco neopromosso in Serie B.
Il 12 luglio 2024 viene ceduto nuovamente in prestito in cadetteria, questa volta alla Reggiana, con un diritto di riscatto ed un obbligo al raggiungimento di determinati obiettivi.

## Statistiche

### Presenze e reti nei club
Statistiche aggiornate al 15 maggio 2025.
| Stagione                 | Squadra                  | Campionato               | Campionato | Campionato | Coppe nazionali | Coppe nazionali | Coppe nazionali | Coppe continentali | Coppe continentali | Coppe continentali | Altre coppe | Altre coppe | Altre coppe | Totale | Totale | Totale |
| Stagione                 | Squadra                  | Comp                     | Pres       | Reti       | Comp            | Pres            | Reti            | Comp               | Pres               | Reti               | Comp        | Pres        | Reti        | Pres   | Reti   |        |
| ------------------------ | ------------------------ | ------------------------ | ---------- | ---------- | --------------- | --------------- | --------------- | ------------------ | ------------------ | ------------------ | ----------- | ----------- | ----------- | ------ | ------ | ------ |
| 2019-2020                | Grosseto                 | D                        | 26         | 3          | CI-D            | 2               | 0               | -                  | -                  | -                  | -           | -           | -           | 28     | 3      |        |
| 2020-2021                | Grosseto                 | C                        | 36+1       | 2          | -               | -               | -               | -                  | -                  | -                  | -           | -           | -           | 37     | 2      |        |
| Totale Grosseto          | Totale Grosseto          | Totale Grosseto          | 62+1       | 5          |                 | 2               | 0               |                    | -                  | -                  |             | -           | -           | 65     | 5      |        |
| 2021-2022                | Juventus Next Gen        | C                        | 27+6       | 0          | CI-C            | 3               | 1               | -                  | -                  | -                  | -           | -           | -           | 36     | 1      |        |
| 2022-2023                | Juventus Next Gen        | C                        | 32         | 2          | CI-C            | 6               | 1               | -                  | -                  | -                  | -           | -           | -           | 38     | 3      |        |
| Totale Juventus Next Gen | Totale Juventus Next Gen | Totale Juventus Next Gen | 59+6       | 2          |                 | 9               | 2               |                    | -                  | -                  |             | -           | -           | 74     | 4      |        |
| 2023-2024                | Lecco                    | B                        | 33         | 2          | -               | -               | -               | -                  | -                  | -                  | -           | -           | -           | 33     | 2      |        |
| 2024-2025                | Reggiana                 | B                        | 37         | 2          | CI              | 1               | 0               | -                  | -                  | -                  | -           | -           | -           | 38     | 2      |        |
| Totale carriera          | Totale carriera          | Totale carriera          | 191+7      | 11         |                 | 12              | 2               |                    | -                  | -                  |             | -           | -           | 210    | 13     |        |

## Palmarès

### Club

#### Competizioni nazionali
- Serie D: 1

Grosseto: 2019-2020 (Girone E)